# Elettronica In
Elettronica In (dove "In" sta per "Innovativa") è una rivista italiana mensile di elettronica applicata e tecnologia a diffusione nazionale, distribuita in edicola e in abbonamento.

## Storia
La rivista viene fondata nel 1995 da Arsenio Spadoni, giornalista, già direttore e fondatore insieme a Mario Magrone di Elettronica 2000 (nata nel 1979) e in precedenza collaboratore di altre riviste di elettronica quali Radio Elettronica e CQ elettronica.